# Доказанные запасы
Дока́занные запа́сы (Proved reserves) — в классификации, принятой в США и ряде других развитых стран, экономический показатель, отражающий величину запасов полезных ископаемых, которые могут быть измерены с достаточной точностью (обычно не ниже 20 %), применительно к конкретному месторождению, компании и т. д. Как правило, этот термин применяется в отношении запасов углеводородов.
Доказанные запасы состоят из двух частей — измеренных запасов и исчисленных запасов. На основе этой категории запасов осуществляется проектирование добывающих предприятий, осуществляется расчёт рисков разработки месторождения.
Соответствует балансовым запасам категорий А, В, С1 (С2 на месторождениях 4-й группы сложности) в контуре отработки разведанных месторождений, экономичность извлечения которых подтверждена ТЭО постоянных или эксплуатационных кондиций. Код рамочной классификации ООН 111.